# Pfarrkirche Riedberg

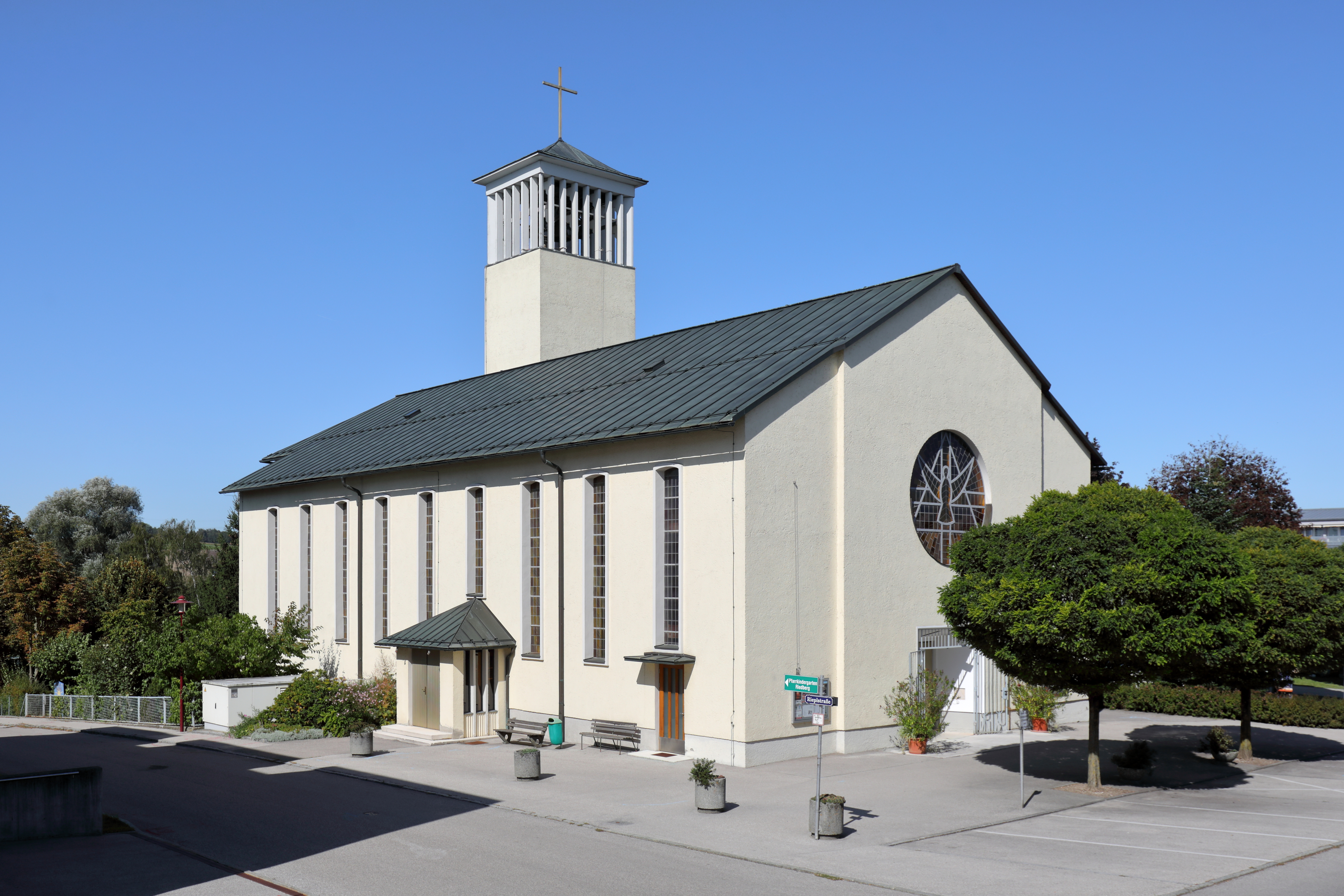
Südostansicht der Pfarrkirche

Die Pfarrkirche Riedberg steht in der Stadtgemeinde Ried im Innkreis in Oberösterreich. Die römisch-katholische Pfarrkirche Dreifaltigkeit gehört zum Dekanat Ried im Innkreis in der Diözese Linz.

## Geschichte
Die Tiroler Kapuzinerprovinz verfolgte die Gründung eines Studentenheimes St. Franziskus und die Übernahme einer neuen Pfarre für die nach dem Zweiten Weltkrieg neu entstandene Riedbergsiedlung. Die Kirche wurde 1955/56 nach Plänen des Rieder Baumeisters Paul Fellner neu erbaut. Am 6. November 1955 war mit Bischof Franz Zauner die Grundsteinlegung. Am 29. September 1956 weihte Bischof Franz Zauner die Kirche der Allerheiligsten Dreifaltigkeit. Mit 1964 wurde die Filialkirche eine Expositurkirche und von 1964 bis 1966 wurde der Pfarrhof und Pfarrsaal erbaut. 1986 übernahm der Orden der Oblaten des hl. Franz von Sales die Pfarre. 1999 wurde die Kirche renoviert.

## Ausstattung
Die Apostelbilder des Malers Franz Paul Lofferer (1795) wurden aus der Pfarrkirche Ried im Innkreis hierher übertragen. Den Kreuzweg mit sechs Bronzerelieftafeln schuf der Bildhauer Peter Dimmel (1985).
Die Orgel mit 19 Registern baute Orgelbau Pirchner Steinach am Brenner (1969).